# João Pinheiro (arbitro)
João Pedro da Silva Pinheiro (Braga, 4 gennaio 1988) è un arbitro di calcio portoghese.

## Carriera
Debutta nella massima serie portoghese nel 2015, dirigendo un match tra Académica e Boavista.
Nel 2016 diventa arbitro internazionale. Dirige il suo primo incontro tra nazionali maggiori nel 2019, arbitrando il match Brasile-Panama.
Il 21 maggio 2022 è AVAR nella finale di Champions League femminile 2021-2022 Barcellona-Lione, coadiovando il VAR portoghese Tiago Martins e l'arbitro finlandese Lina Lehtovaara.
Il 13 agosto 2025 dirige la Supercoppa UEFA Paris Saint-Germain-Tottenham.